# Государственный мемориальный музыкальный музей-заповедник П. И. Чайковского
Государственный мемориальный музыкальный музей-заповедник П. И. Чайковского — музей в городе Клин Московской области. Расположен в доме, который знаменитый русский композитор Пётр Ильич Чайковский снимал у мирового судьи В. С. Сахарова в последние 2 года жизни, с мая 1892 года.
Старейший мемориальный музыкальный музей в России, созданный младшим братом композитора — М. И. Чайковским,  был открыт через год после смерти композитора. Своих первых посетителей принял 9 (21) декабря 1894 года. В доме полностью сохранена бытовая обстановка последних лет жизни композитора, его личные вещи, библиотека, архив.
Объект культурного наследия народов России федерального значения.

## История
В 1916 году по завещанию брата композитора Модеста Ильича Чайковского, дом, выкупленный им первоначально на имя слуги композитора Алексея Софронова, а затем перепроданный племяннику Чайковского Владимиру Давыдову, перешёл в ведение Московского отделения Русского музыкального общества с условием, что он будет сохранён и будет поддерживаться.
В конце января 1918 года дом был сохранён в неприкосновенности благодаря усилиям Н. А. Алексеева. В 1921 году музей был национализирован большевиками.
Музей сильно пострадал в годы Великой Отечественной войны. Документальные кадры последствий разграбления дома-музея немецкими войсками представлены в советском фильме «Разгром немецких войск под Москвой».

## Фонды музея

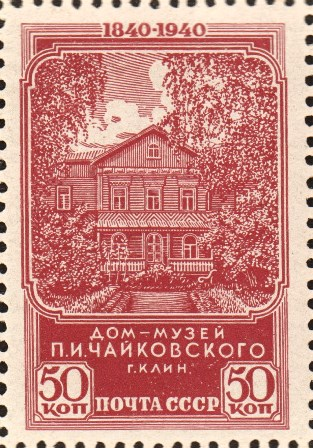
Почтовая марка СССР, 1940 год. Серия «100-летие со дня рождения композитора П. И. Чайковского»: дом-музей П. И. Чайковского в Клину,

Музейное собрание насчитывает свыше 200 тыс. предметов. Кроме фонда П. И. Чайковского, музей содержит фонды рода Чайковских — Давыдовых, личные фонды М. И. Чайковского и русских музыкантов из окружения П. И. Чайковского. В коллекции музея представлены живописные работы К. и В. Маковских, Б. Кустодиева, В. Бялыницкого-Бируля и мн. др. С 1958 года музей хранит фонд истории Международных конкурсов имени П.И. Чайковского.
В последние годы фондовое собрание музея активно пополняется. В числе последних открытых фондов - личный фонд выдающихся музыкантов XX века: виолончелиста - Даниила Шафрана и пианиста Эмиля Гилельса.
Музей включает в себя мемориальный дом П. И. Чайковского, усадебный парк и постройки на его территории, флигель с экспозицией, посвящённой любимому ученику Чайковского С. И. Танееву, а также близлежащие усадьбы «Фроловское», «Майданово» и «Демьяново», где жил или бывал Чайковский. Усадьба «Демьяново» принадлежала старшему брату композитора С. И. Танеева, известному адвокату В. И. Танееву.
На территории музея находится административный корпус, включающий в себя концертный зал, два выставочных зала, аудиозал и здание фондохранилища.

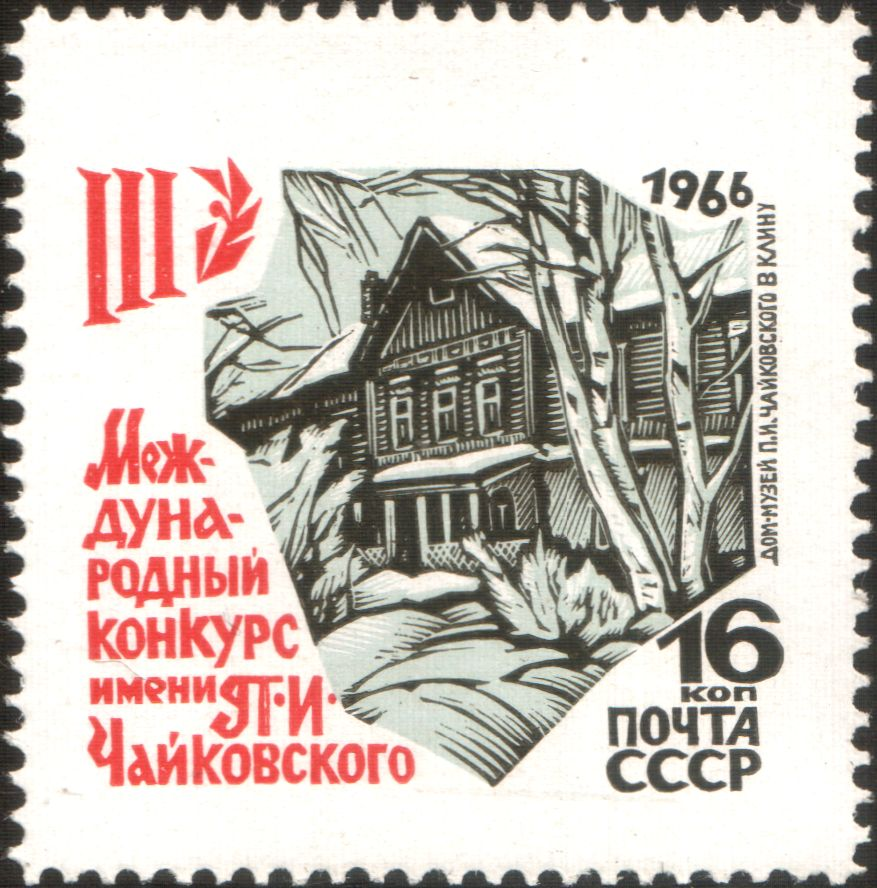
Почтовая марка СССР 1966 года, посвящённая III Международному конкурсу имени П. И. Чайковского. Дом-музей П.И.Чайковского в Клину

В 2019 году музей-заповедник был включен в программу цифровизации подмосковных музеев, в рамках которой в июле этого же года здесь установлена единственная в России звуковая скульптура «Мелодия света», разработанная в Петербурге специально для музея-заповедника Петра Ильича Чайковского, и не имеющая аналогов не только в России, но и в мире. Скульптура в виде вертикального двухметрового светодиодного стержня, напоминающего форму звуковой волны, воспроизводит уникальную звуковую гамму и цветовую палитру в зависимости от активности зрителей у инсталляции. По умолчанию в скульптуру загружены произведения Петра Чайковского «Времена года» и «Детский альбом».
Среди проектов, осуществлённых музеем-заповедником, новая реконструкция российским музыковедом и композитором Петром Климовым Симфонии ми-бемоль мажор Чайковского. Исполнение Симфонии Государственным академическим симфоническим оркестром России под управлением Томоми Нисимото состоялось здесь 5 июня 2006 года. Оно было записано на видео и размещено в свободном доступе на YouTube.

## Галерея

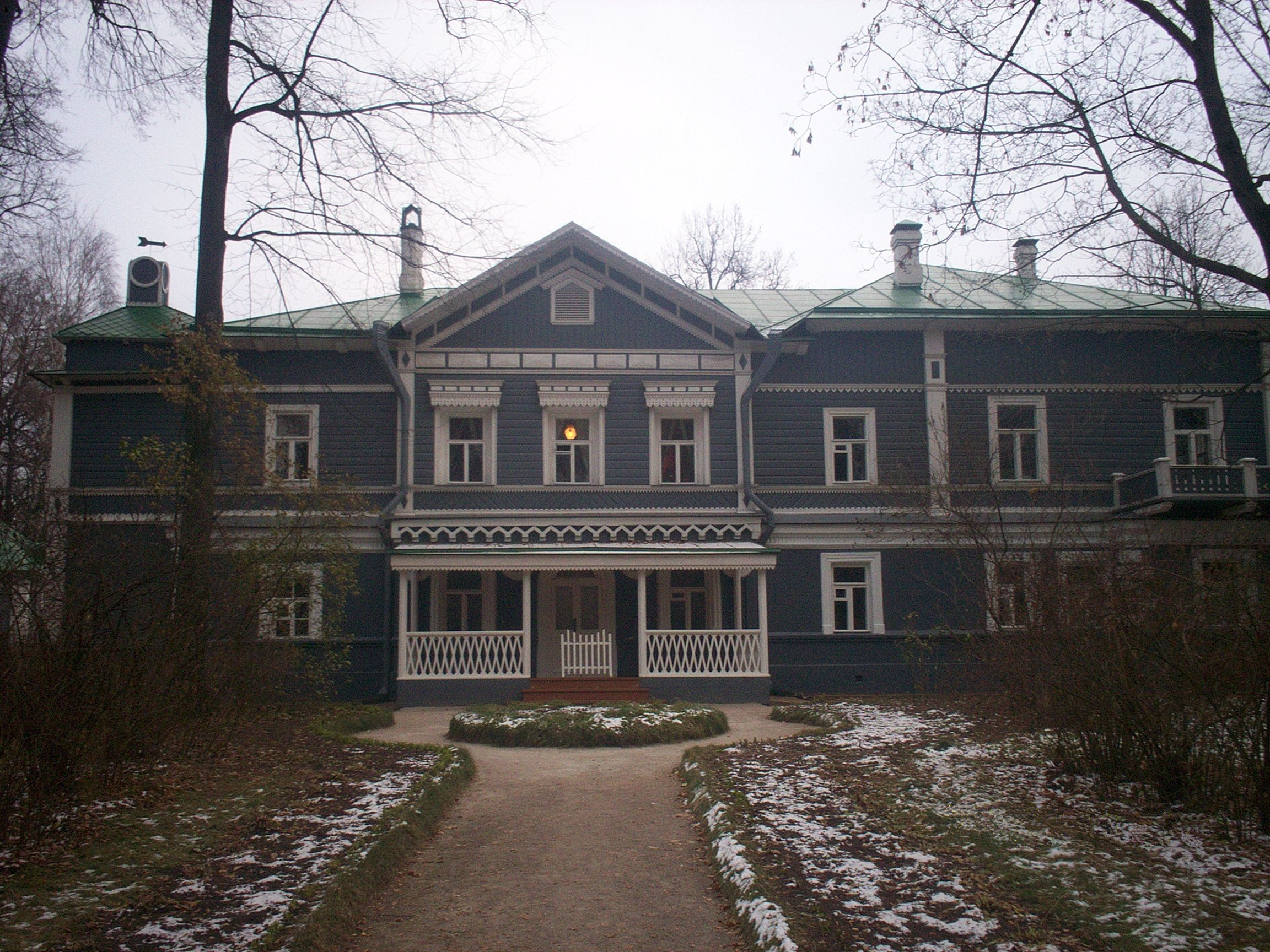
Фасад главной усадьбы музея
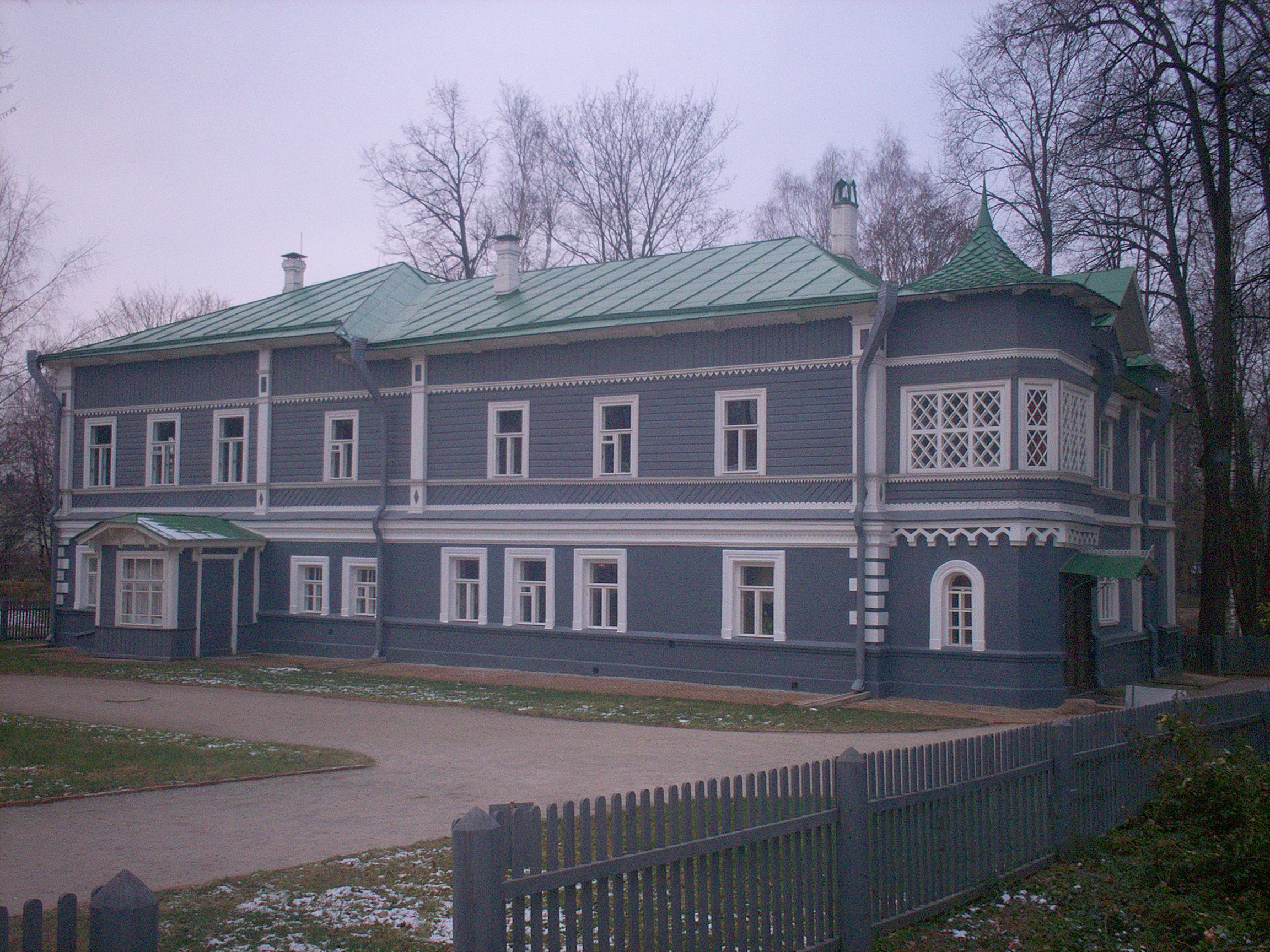
вид на главное здание со стороны парка
Памятник Чайковскому Петру Ильичу в сквере между административным корпусом и мемориальным домом
Стол в спальне мемориального дома, за которым Чайковским были написаны последние произведения

## Награды
- Благодарность Президента Российской Федерации (21 сентября 2020 года) — за заслуги в развитии отечественной культуры и искусства, многолетнюю плодотворную деятельность[8].